# ThinkPad
ThinkPad е линия лаптопи, разработена от корпорацията IBM и произвеждана от нея от 1992 до 2005 г. От 2005 г. правата за производство на тази серия са предадени на компанията Lenovo.

## История
IBM пуска линията лаптопи ThinkPad през 1992 г. В названието е отразен слоганът „Think!“ (Мисли!), измислен от Томас Дж. Уотсън през 1920-те години и отпечатван на фирмените бележници. Названието „ThinkPad“ е предложено от служителя на IBM Дани Уейнрайт.

Първите три модела ThinkPad – 700, 700C и 700T – са пуснати през октомври 1992 г. В модела 700C е използван процесорът 486SLC (25 MHz), твърд диск с обем 120 Mb, за пръв път в историята е пуснат 10,4-инчов цветен LCD дисплей. Размерите му са 56 mm × 300 mm × 210 mm, а теглото – 2,9 kg, стойността на лаптопа възлизала на 4350 щ.д. В средата на клавиатурата на лаптопите (между клавишите „G“, „H“ и „B“) е бил вграден яркочервен гумен тензометричен джойстик TrackPoint, който се използва почти за всички лаптопи от серията. Оригиналният дизайн на концепцията ThinkPad е създаден от италианския дизайнер Ричард Сапер (Richard Sapper) в сътрудничество с японския дизайнер Кадзухико Ямадзаки. 
В ThinkPad 701 е използвана сгъваемата клавиатура TrackWrite, благодарение на която лаптопът е станал експонат в Музея на модерното изкуство в Ню Йорк. За другия модел ThinkPad (серията 760) също е създадена клавиатура с необикновен дизайн; тя може да се наклонява под различни ъгли по отношение на екрана, за да се постигне най-удобно положение.
След като общото подразделение на IBM с LG е закрито през 2004 г., през 2005 г. брандът ThinkPad е купен от китайския производител на лаптопи Lenovo. Сделката обхваща 5 години, в течение на които IBM се задължава да подпомага разработката и поддръжката на бранда; също така до 2006 г. лаптопите са носили логото на IBM. Едва от началото на 2007 г. то е заменено с логото на компанията Lenovo.

## Използване в космоса
НАСА купува повече от 500 лаптопа ThinkPad 750 за полетна квалификация, разработка на програмно осигуряване и за подготовка на екипажите от космонавти. Лаптопите са използвани на совалките и на Международната космическа станция, обаче тези лаптопи са в известна степен модифицирани заради средата, в която те трябва да работят. Специално за използването им в космоса е добавена текстилна закопчалка, за да може лаптопите да се прикрепят към различни повърхности, и е изменено разположението на процесора, видеокартата и вентилатора заради безтегловността и по-малката плътност на въздуха (горещият въздух не се издига).
ThinkPad 750 е работил на борда на совалката „Индевър“ по време на мисията по ремонта на космическия телескоп „Хъбъл“ на 2 декември 1993 г. Задачата на ThinkPad 750C се заключавала в това, да запусне тестовата програма на НАСА, която трябвало да определи какво е предизвикало радиационното излъчване.
Като се започне от 2006 г., ThinkPad A31p се използва в пощенската служба на централния модул на МКС, а седем други лаптопа ThinkPad A31p с намират в експлоатация на орбита на борда на Международната космическа станция. Към 2010 г. космическата станция е оборудвана с 68 компютъра ThinkPad A31, а също и с 32 нови лаптопа Lenovo ThinkPad T61. Работата по обединяването на тези лаптопи в локална мрежа продължават до юни 2011 г.а Всички лаптопи на борда на МКС са включени към локалната мрежа на станцията с помощта на Wi-Fi и са свързани със Земята чрез канал 3 Mbit.